# Сосков, Борис Яковлевич
Борис Яковлевич Сосков (1924—1979) — советский инженер, конструктор, лауреат Государственной премии СССР (1967).
В начале 1945 г. призван в РККА, участник войны, вскоре после окончания которой демобилизован.
Окончил Московский автомеханический институт (1950).
С 1951 работал на ЗиС/ЗиЛ, с 1958 г. начальник конструкторского бюро грузовых автомобилей в отделе главного конструктора.
С 21 августа 1971 по 08 апреля 1979 заместитель главного конструктора по компоновкам грузовых автомобилей.
Лауреат Государственной премии СССР (1967, в составе коллектива) — за создание конструкции семейства грузовых автомобилей ЗИЛ-130 большой производительности, долговечности и современного массового высокоавтоматизированного их производства.